# Кораль-Харвута
Кораль-Харвута — река в России, протекает по Ямало-Ненецкому АО. Устье реки находится в 138 км по правому берегу реки Хадуттэ. Длина реки составляет 32 км.
Берёт начало из озёр Харвутамалто.
Имеет правый приток — реку Подыяха.

## Данные водного реестра
По данным государственного водного реестра России относится к Нижнеобскому бассейновому округу, водохозяйственный участок реки — Пур. Речной бассейн реки — Пур.
Код объекта в государственном водном реестре — 15040000112115300063016.